# Орловський Борис Павлович
Орловський Борис Павлович (нар. 16 січня 1993, Чернівці, Україна) — український футболіст, півзахисник.

## Клубна кар'єра
Вихованець чернівецького футболу, ДЮСШ «Буковина». В ДЮФЛУ виступав за чернівецьку «Освіту» та київське «Динамо». Професійну кар'єру розпочав у чернівецькій «Буковині», де і дебютував у Першій лізі України в 2010 році, і за яку у різних турнірах провів 59 матчів і забив 2 м'ячі.
В 2012 році був орендований сімферопольською «Таврією», але не зіграв за неї жодного матчу. У 2014 році нетривалий час пограв у Вірменії за місцевий «Гандзасар», де в Прем'єр лізі Вірменії забив 1 гол у 10 матчах.
На початку вересня 2015 року підписав контракт з рівненським «Вересом», де виступав до літа 2017 року. Всього за «Верес» провів 47 офіційних матчів.
У вересні того ж року підписав контракт з футбольним клубом «Львів», про деталі трансферу та термінах особистого контракту інформація залишалася невідома. У лютому 2018 року по обопільній згоді сторін розірвав контракт з клубом. За цей період він провів 8 матчів у чемпіонаті, в кубку України разом з командою дійшов до чвертьфінальної стадії і записав в свій актив 2 поєдинки.
У тому ж місяці став гравцем косовського клубу «Трепча'89», проте вже в липні 2018 року вдруге у кар'єрі став гравцем «Вереса», за який виступав до завершення 2018/19 сезону. З листопада 2019 року знову заявлений за рідну чернівецьку команду, за яку виступав до завершення 2021/22 сезону.
З літа 2022 року виступає в канадський команді: «Контіненталс» (Торонто).

## Кар'єра в збірній
У 2011—2012 роках виступав за юнацьку збірну України до 19 років.

## Досягнення
- Бронзовий призер Першої ліги України: 2016/17
- Срібний призер Другої ліги України: 2015/16
- Переможець Канадської футбольної ліги: 2022 (плей-офф)

## Освіта
Навчався в Київському республіканському вищому училищі фізичної культури (РВУФК).